# Simorhinella baini
Simorhinella baini ('nasset de carlí de Bain') és una espècie extinta de teràpsids terocèfals del Permià superior de Sud-àfrica. Es tracta de l'única espècie del gènere Simorhinella, descrit pel paleontòleg Robert Broom el 1915. Broom la descrigué a partir d'un sol fòssil obtingut pel Museu Britànic d'Història Natural el 1878, que consistia en un crani amb la part de la mandíbula anterior a les fosses orbitàries. El crani destaca per tenir el musell curtíssim i profund, a diferència de la majoria dels altres terocèfals, que el tenen més llarg i baix. Les peculiaritats del crani fan que sigui difícil establir la ubicació exacta de S. baini en el si dels terocèfals. Tanmateix, un estudi del 2014 suggerí que era un parent proper de Lycosuchus, un terocèfal basal, cosa que la situaria en la família dels licosúquids.